# Mike Sanders (basket-ball)
Pour les articles homonymes, voir Mike Sanders et Sanders.
Michael 'Mike' Anthony Sanders, né le 7 mai 1960 à Vidalia en Louisiane, est un ancien joueur américain de basket-ball. Actuellement il est entraîneur assistant du Jazz de l'Utah.